# Foro Babel
El Foro Babel va néixer el 13 de desembre de 1996, creat al CCCB per un grup d'intel·lectuals amb la intenció d'esdevenir un grup de pressió a favor de l'ús del castellà a Catalunya. L'objectiu és, segons ells, "...crear un espai cívic per a la connexió, comunicació, debat, elaboració, expressió i difusió de totes aquelles idees vinculades i relacionades amb la problemàtica de les societats multiculturals i del desenvolupament dels valors democràtics en el seu si."

## Signants dels manifestos de Foro Babel
Entre els signants més destacats dels Manifestos de Foro Babel es troben algunes personalitats de la cultura i el pensament a Catalunya. Entre aquestes, es pot assenyalar a les següents:
- Francesc de Carreras i Serra, catedràtic de Dret Constitucional de la UAB[2]
- Félix Pérez Romera, antropòleg[2]
- Miguel Riera, editor i director d'El Viejo Topo[2]
- Félix de Azúa, professor universitari i escriptor[2]
- Victòria Camps i Cervera, catedràtica d'Ètica de la UAB[2]
- Gabriel Jackson, hispanista[2]
- Juan Marsé, escriptor[2]
- Rosa Regàs, escriptora[2]
- Anna Maria Moix, escriptora[3]
- Albert Boadella, actor[2]
- Eduardo Mendoza, escriptor[2]
- Joan de Sagarra, periodista[4]

## Manifest "Crida a la Catalunya federalista i d'esquerres"
Diversos signants dels manifestos del Foro Babel (com Anna Maria Moix, Isabel Coixet, Rosa Regàs o Victòria Camps) també han signat el manifest "Crida a la Catalunya federalista i d'esquerres" que vol frenar l'independentisme a Catalunya.